# Guanqiu Jian
Guanqiu Jian (? - 255.), stilsko ime Zhonggong (仲恭), bio je vojskovođa kineske države Cao Wei, jednog od Tri kraljevstva. Bio je favorit cara Cao Ruija. Godine 237. mu je povjeren pohod protiv Gongusn Yuan u Liaodongu, ali je od njega morao odustati zbog monsunskih poplava, pa je sljedeće godine isti pohod uspješno dovršio Sima Yi. Guanquiu Jian se za svoj neuspjeh iskupio za vrijeme Goguryeo-Wei ratova 244. – 45. kada je u dva pohoda porazio Dongcheona, kralja korejske države Goguryeo, opljačkao njegovu prijestolnicu te sa svojim jedinicama izbio na istočnu obalu Korejskog poluotoka. Godine 255. Guanqiu Jian je zajedno s Wen Qinom digao pobunu protiv regenta Sima Shija. Ona je ugušena i Guanqiu Jian je pogubljen. 